# 大森聡
大森 聡（おおもり さとし、1968年3月8日 - ）は、富山県富山市出身のハンドボール指導者。日本ハンドボールリーグのプレステージ・インターナショナル アランマーレで監督を務めている。

## 経歴
筑波大学卒業後の1992年7月から母校・高岡向陵高等学校の女子ハンドボール部監督に就任。
2006年3月に行われた第29回全国高等学校ハンドボール選抜大会で優勝を果たした。
2012年4月から日本代表女子のスタッフに就き、2014年11月から日本代表女子のコーチに就任した。
2016年3月限りで高岡向陵高校の監督を退任。同年4月から地元・富山市に新しく創設された、プレステージ・インターナショナル アランマーレの監督に就任した。
2017年からアランマーレが日本ハンドボールリーグへ参加。2017-18年シーズンは最下位に沈んだ。

## 詳細情報

### 年度別監督成績
| 年       | リーグ   | チーム       | 順位     | 試合 | 勝利 | 引分 | 敗戦 | 得点 | 失点 |
| -------- | -------- | ------------ | -------- | ---- | ---- | ---- | ---- | ---- | ---- |
| 2017-18  | JHL      | アランマーレ | 9位      | 24   | 2    | 0    | 22   | 380  | 596  |
| 2018-19  | JHL      | アランマーレ | 9位      | 24   | 2    | 1    | 21   | 421  | 605  |
| JHL：2年 | JHL：2年 | JHL：2年     | JHL：2年 | 48   | 4    | 1    | 43   | 801  | 1201 |

- 各年度の太字はリーグ最高